# Portugese Successieoorlog
De Portugese Successieoorlog duurde van 1580 tot 1583. De dood van de jonge koning Sebastiaan I van Portugal in de Slag bij Ksar-el-Kebir leidde tot een successiecrisis, aangezien koning Sebastiaan geen kinderen had wegens zijn jonge leeftijd — hij was 24 toen hij verdween. Kardinaal Hendrik van Portugal, die het meest nauw verwant was met Sebastiaan I, werd koning van Portugal op 28 augustus 1578, maar hij overleed al in 1580. Daarop drongen verscheidene troonpretendenten naar voren en voerden gewapende strijd over de opvolging. Uiteindelijk slaagde Filips II van Spanje erin om het land te veroveren en de Portugese en Spaanse kronen te verenigen in de Iberische Unie, een personele unie die 60 jaar zou bestaan, terwijl het Portugese koloniale rijk achteruitging.

## Beschrijving van de situatie
Het bericht van het Portugese verlies in Ksar-el-Kebir werd in het Klooster van Alcobaça aan de kardinaal bekendgemaakt. Hij riep de hofhouding in Lissabon op om de situatie te bestuderen in verband met zijn hoge leeftijd en religieuze banden. Omdat hij niet getrouwd was en geen erfgenamen had, zou zijn heerschappij maar van korte duur zijn.
Volgens de wetten van die tijd, zou de koning worden opgevolgd door zijn meest nauw verwante familielid, om zo het koninklijk bloed in de regering van het koninkrijk te behouden. In het geval dat er meerdere familieleden waren die even nauw verwant zijn, ging de voorkeur uit naar een man. Als er meerdere mannen waren, ging de voorkeur uit naar de oudste.
Volgens deze regels, waren er de volgende kandidaten voor de troonopvolging (in aflopende volgorde):
- De koning-kardinaal Hendrik van Portugal, zoon van koning Emanuel I
- Ranuccio I Farnese, hertog van Parma (kleinzoon van infante Eduard van Guimarães, de jongste zoon van koning Emanuel I, via de oudste dochter, hertogin Maria van Parma en Piacenza) en zijn jongere broers
- Hertogin Catarina van Bragança (de jongste dochter van koning Eduard) en haar zoons
- Filips II van Spanje (zoon van koningin Isabella, dochter van koning Emanuel I) en zijn zoons, dochter en neven
- Emanuel Filibert van Savoie (zoon van koningin Beatrix van Portugal, dochter van koning Emanuel I) en zijn zoons
- Johan I, hertog van Bragança (echtgenoot van Catarina, achterkleinkind van koningin Isabella, zus van koning Emanuel I) en zijn zoons

Daarnaast was er nog:
- Koning Anton, die minder nauw verwant was omdat hij een niet-legitiem kind was. Was hij dat wel geweest, dan was hij eerste in lijn, zelfs voor kardinaal Hendrik.

In de situatie die zich voordeed konden koning Filips en de hertog van Savoye gebruik maken van het recht op vertegenwoordiging, waardoor ze in een voorrangspositie zouden staan, aangezien zij hun moeders konden vertegenwoordigen. Deze drie streden dus met hetzelfde niveau van verwantschap om de troon.
Catarina zou koningin de jure zijn, aangezien ze de dochter was van Eduard van Guimarães, zoon van koning Emanuel I, die de onbetwiste opvolger zou zijn geweest als hij nog leefde.
Onder de kandidaten voor de troonopvolging was kardinaal Hendrik het meest nauw verwant, maar zijn leeftijd zorgde ervoor dat er maar weinig zekerheid was over verdere troonopvolging, waardoor de oplossing van de crisis maar voor korte tijd zou duren. Op het moment dat hij zou sterven, zou de strijd om de troon gaan tussen koning Filips, de hertog van Savoye en de hertogin van Bragança, die alle drie vijfde-graads familie waren van Sebastiaan I.

## Dood van de kardinaal

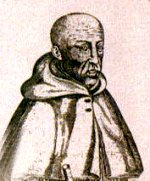
De koning-kardinaal Hendrik

De koning-kardinaal stierf in 1580. Hij liet een groep van vijf regenten achter die zouden beslissen over de opvolging. De kardinaal zelf had voor zijn dood zijn intentie bekendgemaakt om Filips II van Spanje te nomineren voor de troonopvolging via een verdrag waar het Portugese koninkrijk baat bij had. Slechts een van de vijf regenten was tegen Filips II.
Het is bekend dat enkele leden van de adel voorstanders waren voor Filips II. Waarschijnlijk waren de meesten hiervan op een bepaalde manier omgekocht door de koning van Castilië, die wist dat zij hun bevoorrechte positie in de hofhouding wilden behouden. Dankzij deze praktijken, werd er afstand gedaan van de onafhankelijkheid van het Portugese koninkrijk in ruil voor materiële goederen en machtstitels.

## Koning Anton
Tijdens de voorbereiding van het kasteel van Santarém tegen een mogelijke Spaanse belegering, werd Dom Anton uitgeroepen tot koning van Portugal. Hij wilde zichzelf beschermen tegen een opstand van de adel en de kerk en vroeg daarom om slechts de titel Wethouder en beschermer van het Koninkrijk te krijgen. De situatie was lastig, aangezien Dom Anton de beslissing wilde afwachten van de regenten die door kardinaal Hendrik benoemd waren om de rechtmatige troonopvolger te selecteren.
Op 24 juli werd hij gekroond. Hierna regeerde hij gedurende ongeveer 20 dagen, tot hij in de Slag bij Alcantara door het Spaanse leger onder leiding van de hertog van Alba werd verslagen. Dom Anton vluchtte naar het eiland Terceira, op de Azoren, en regeerde Portugal vanaf daar, tot hij werd verbannen naar Frankrijk, een andere vijand van Spanje, nadat hij op 26 juli 1582 de Slag bij Punta Delgada verloor.

## Begin van huis Filips
Zo begon de dynastie van Huis Filips, met Filips II van Spanje, I van Portugal. Dom Anton werd in zijn protest tegen de Spaanse overheersing over Portugal gesteund door koningin Elizabeth I van Engeland, ook vijand van Spanje.
De Britten hadden grote interesse in de archipel van de Azoren, waar de macht over de Noord-Atlantische Oceaan in handen werd gehouden. Dom Anton bood zich aan als bondgenoot van Engeland in de oorlog tegen huis Habsburg. Tijdens de Spaans-Engelse Oorlog werd de Spaanse Armada ingezet om Engeland te onderwerpen aan de Spaanse overheersing op zee. De Spaanse vloot werd echter verslagen, met ernstige gevolgen voor de Portugese marktlieden en vloot.
Met Britse hulp zou Dom Anton nogmaals naar Portugal terugkeren om Lissabon in te nemen. De pest die de Britse marine teisterde, dwarsboomde zijn plan echter, waardoor de Spanjaarden de tijd kregen om Lissabon beter te beschermen, in samenwerking met de bevolking die zich inmiddels volledig bij de Spanjaarden had aangesloten.
Dom Anton stierf in 1595 en daarmee eindigde de laatste kans om de heerschappij van het huis Aviz te verlengen. Na 60 jaar, in 1640, werd de onafhankelijkheid van Portugal pas weer hersteld door hertog Johan van Bragança, die toen Koning Johan IV van Portugal werd.